# Селци Крижовљански
Селци Крижовљански су насеље у Републици Хрватској, у саставу Општине Цестица, Вараждинска жупанија.

## Становништво
Према попису из 2001. године насеље је имало 174 становника и 54 породична домаћинства.